# Inverses Element
In der Mathematik treten inverse Elemente bei der Untersuchung von algebraischen Strukturen auf. Solch eine Struktur besteht aus einer Menge und einer in ihr definierten zweistelligen Verknüpfung (Rechenoperation). In diesem Kontext heißt das: Wenn man ein beliebiges Element der Menge und sein Inverses mit der Rechenoperation verknüpft, erhält man immer das sogenannte neutrale Element als Ergebnis.
Umgangssprachlich könnte man das inverse Element auch das „umgekehrte“ oder „entgegengesetzte“ Element nennen. Dabei darf man aber nicht vergessen, in welchem Kontext man sich befindet, denn es gibt eine Vielzahl von Möglichkeiten, eine Menge bzw. eine Rechenoperation zu definieren.

## Definition
Sei {\displaystyle A} eine Menge mit einer zweistelligen Verknüpfung {\displaystyle \circ } und einem neutralen Element {\displaystyle e}. Seien {\displaystyle a,b\in A}.
Ist zunächst keine Kommutativität gegeben, d. h. es gilt lediglich {\displaystyle a\circ b=e}, so heißt {\displaystyle a} rechtsinvertierbar mit dem rechtsinversen Element {\displaystyle b}, und es heißt {\displaystyle b} linksinvertierbar mit dem linksinversen Element {\displaystyle a}.
Existiert hingegen für ein Element {\displaystyle a} ein Element {\displaystyle b} mit {\displaystyle a\circ b=b\circ a=e}, so heißt {\displaystyle a} nur invertierbar oder beidseitig invertierbar mit dem inversen Element {\displaystyle b}.
Ein beidseitig inverses Element wird bei additiver Schreibweise der Verknüpfung häufig als {\displaystyle (-a)} geschrieben, bei multiplikativer Schreibweise häufig als {\displaystyle a^{-1}}.

## Eigenschaften
Die Verknüpfung {\displaystyle \circ } sei als assoziativ vorausgesetzt, d. h. {\displaystyle A} sei ein Monoid.
- Ist ein Element {\displaystyle a} sowohl links- als auch rechtsinvertierbar, dann stimmen alle links- und rechtsinversen Elemente von {\displaystyle a} überein. Insbesondere ist {\displaystyle a} beidseitig invertierbar, und das zu einem beidseitig invertierbaren Element inverse Element ist eindeutig bestimmt.
- Das Inverse des Inversen ist das ursprüngliche Element, also {\displaystyle \left(a^{-1}\right)^{-1}=a}. Die einstellige Verknüpfung {\displaystyle ^{-1}} ist also eine Involution auf der Menge der beidseitig invertierbaren Elemente.
- Ist ein Produkt {\displaystyle a\circ b} rechtsinvertierbar, so ist auch {\displaystyle a} rechtsinvertierbar; ist {\displaystyle a\circ b} linksinvertierbar, so ist auch {\displaystyle b} linksinvertierbar. Sind {\displaystyle a} und {\displaystyle b} beidseitig invertierbar, so auch {\displaystyle a\circ b}, und es gilt

{\displaystyle (a\circ b)^{-1}=b^{-1}\circ a^{-1}.}
Diese Eigenschaft wird gelegentlich Socke-Schuh-Regel (englisch: shoe(s)-socks property) oder Hemd-Jacken-Regel genannt: Beim Ausziehen von Schuhen und Socken oder Hemd sowie Jacke muss man die Reihenfolge des Anziehens umkehren.
- Die beidseitig invertierbaren Elemente eines Monoids bilden eine Gruppe. Dies folgt aus den beiden vorangegangenen Eigenschaften. Diese Gruppe wird als Einheitengruppe bezeichnet. Dieser Begriff ist vor allem dann üblich, wenn man vom multiplikativen Monoid eines unitären Ringes spricht.
- Ein Monoid-Homomorphismus {\displaystyle f\colon A\to B} bildet Inverse auf Inverse ab, d. h., ist {\displaystyle a\in A} invertierbar, so ist auch {\displaystyle f\left(a\right)\in B} invertierbar, und es gilt

{\displaystyle f\left(a^{-1}\right)=f\left(a\right)^{-1}.}
Gilt in einer algebraischen Struktur {\displaystyle \left(A,\circ \right)} mit neutralem Element das Assoziativgesetz nicht allgemein, so kann es sein, dass ein Element mehrere Linksinverse und mehrere Rechtsinverse hat.

## Beispiele

### Additiv Inverses
In den bekannten Zahlenmengen (natürliche Zahlen einschließlich der Null 0, rationale Zahlen usw.) hat man eine Addition mit neutralem Element 0. Das additiv Inverse einer Zahl {\displaystyle a} ist die Zahl, die zu {\displaystyle a} addiert 0 ergibt, also ihr Entgegengesetztes oder auch ihre Gegenzahl {\displaystyle -a}.

Addiert man zu einem Term {\displaystyle a+(-a)=a-a=0}, fügt man eine so genannte konstruktive oder produktive Null hinzu.
Zum Beispiel ist {\displaystyle -7} das Entgegengesetzte von {\displaystyle 7}, denn {\displaystyle 7+(-7)=(-7)+7=0}. Aus demselben Grund ist das Entgegengesetzte von {\displaystyle -7} wiederum {\displaystyle 7}, also ist {\displaystyle -(-7)=7}. Das gilt allgemein für alle Zahlen.
Daher ist das Entgegengesetzte einer Zahl nicht immer eine negative Zahl, also eine Zahl {\displaystyle a<0}. Für negative Zahlen {\displaystyle a} gilt: {\displaystyle -a>0,} d. h. das Entgegengesetzte einer negativen Zahl ist eine positive Zahl. Das Entgegengesetzte einer positiven Zahl ist jedoch stets eine negative Zahl.
Das Entgegengesetzte erhält man in diesen Fällen stets durch Multiplikation mit −1, d. h. {\displaystyle -a=-1\cdot a}.
Allgemein existiert das additiv inverse Element regelmäßig in additiv geschriebenen abelschen Gruppen {\displaystyle (G,+)}. Die Hauptbeispiele hierfür sind:
- ganze Zahlen
- rationale Zahlen
- reelle Zahlen
- komplexe Zahlen
- p-adische Zahlen
- hyperreelle Zahlen

Daneben existieren Zahlenmengen, in denen zwar eine Addition ausführbar ist, in denen jedoch keine additiv inversen Elemente existieren. Solche sind z. B.
- natürliche Zahlen
- Kardinalzahlen
- Ordinalzahlen

Man kann die ganzen Zahlen aus den natürlichen Zahlen konstruieren, indem man formal die Negativen (und 0, falls 0 nicht als natürliche Zahl definiert ist) hinzunimmt und passende Rechenregeln definiert. So gesehen, hat jede natürliche Zahl ein Entgegengesetztes, das gleichzeitig sein Negatives ist. Da dieses jedoch (außer für 0, wenn 0 als natürliche Zahl definiert ist) keine natürliche Zahl ist, ist die Menge der natürlichen Zahlen nicht abgeschlossen unter der Entgegensetzung bzw. der Subtraktion (Addition mit einem Entgegengesetzten).

### Multiplikativ Inverses
In den oben angesprochenen Zahlenmengen hat man auch eine Multiplikation mit neutralem Element 1. Das multiplikativ Inverse einer Zahl a ist die Zahl, die mit a multipliziert 1 ergibt. Es ist also der Kehrwert von a.
Zum Beispiel ist der Kehrwert von 7 die rationale Zahl 1/7; in den ganzen Zahlen hat 7 jedoch kein multiplikativ Inverses.
Ist allgemein ein Ring R gegeben, dann heißen die Elemente, die multiplikativ Inverse haben, Einheiten des Rings. In der Theorie der Teilbarkeit unterscheidet man meist nicht zwischen Ringelementen, die sich multiplikativ um eine Einheit unterscheiden (d. h. Elementen {\displaystyle a}, {\displaystyle b} mit {\displaystyle a} = {\displaystyle eb} für eine Einheit {\displaystyle e}).
In Restklassenringen kann man das multiplikative Inverse mit Hilfe des erweiterten euklidischen Algorithmus berechnen, falls es existiert.

### Umkehrfunktion
Betrachte die Menge {\displaystyle A^{A}} aller Funktionen {\displaystyle f\colon A\to A} von einer Menge {\displaystyle A} nach {\displaystyle A}. Auf dieser Menge hat man die Komposition (Hintereinanderausführung) als Verknüpfung, definiert durch
{\displaystyle g\circ f\colon \,A\to A,\,a\mapsto (g\circ f)(a):=g(f(a))}.
Die Komposition ist assoziativ und hat die identische Abbildung {\displaystyle \operatorname {id} _{A}\colon A\to A,\,a\mapsto a} als neutrales Element.
Ist nun eine Funktion {\displaystyle f\colon A\to A} bijektiv, dann ist die Umkehrfunktion {\displaystyle f^{-1}\colon A\to A} das inverse Element von {\displaystyle f} in {\displaystyle A^{A}}.
Man verallgemeinert diesen Begriff auf bijektive Funktionen {\displaystyle f\colon A\to B} und erhält eine Umkehrfunktion {\displaystyle f^{-1}\colon B\to A} mit {\displaystyle f^{-1}\circ f=\operatorname {id} _{A}} und {\displaystyle f\circ f^{-1}=\operatorname {id} _{B}.}
Ist A ein Körper wie z. B. die reellen Zahlen, dann darf man die Umkehrfunktion {\displaystyle f^{-1}} nicht mit dem Kehrwert {\displaystyle 1/f} verwechseln! Die Umkehrfunktion ist nur definiert, wenn {\displaystyle f} bijektiv ist, und der Kehrwert ist nur definiert, wenn {\displaystyle f} keine Nullstellen hat. Selbst wenn {\displaystyle f} eine Teilmenge von {\displaystyle \mathbb {R} \setminus \{0\}} bijektiv auf sich abbildet, stimmen Umkehrfunktion und Kehrwert im Allgemeinen nicht überein.
Zum Beispiel hat die Funktion {\displaystyle f\colon \mathbb {R} ^{+}\to \mathbb {R} ^{+},\,x\mapsto x^{2}} eine Umkehrfunktion {\displaystyle f^{-1}\colon \mathbb {R} ^{+}\to \mathbb {R} ^{+},\,x\mapsto {\sqrt {x}}} und einen Kehrwert {\displaystyle \left({\frac {1}{f}}\right)(x)={\frac {1}{f(x)}}={\frac {1}{x^{2}}}}, die jedoch nicht übereinstimmen. (Dabei ist {\displaystyle \mathbb {R} ^{+}=(0,\infty )} die Menge der positiven reellen Zahlen.)

## Selbstinverse Elemente
In einem Monoid {\displaystyle (M,*)} mit dem neutralen Element {\displaystyle e\in M} heißt ein Element {\displaystyle a\in M} selbstinvers, wenn gilt:
{\displaystyle a*a=e\ {\text{bzw.}}\ a^{{-}1}=a}
- Das neutrale Element ist in jedem Monoid selbstinvers: {\displaystyle e*e=e}
- In einer Verknüpfungstafel für ein Monoid erkennt man die selbstinversen Elemente daran, dass auf der Diagonalen das neutrale Element steht.
  - Beispiel:

| {\displaystyle *} | e | a | b | c |
| ----------------- | - | - | - | - |
| e                 | e | a | b | c |
| a                 | a | e | c | b |
| b                 | b | c | e | a |
| c                 | c | b | a | e |

- Ein Monoid, in dem jedes Element selbstinvers ist, ist immer eine kommutative Gruppe.
  - Beweis:

Da jedes Element ein inverses Element (nämlich sich selbst) besitzt, ist das Monoid eine Gruppe.
Da mit {\displaystyle a,b\in M} auch {\displaystyle (a*b)\in M}, ist auch  {\displaystyle (a*b)} selbstinvers, so dass gilt
{\displaystyle (a*b)*(a*b)=e}
Ebenso gilt aber auch (wegen des Assoziativgesetzes)
{\displaystyle (a*b)*(b*a)=a*(b*(b*a))=a*((b*b)*a)=a*(e*a)=a*a=e.}
Wegen der Eindeutigkeit des (rechts-)inversen Elements in einer Gruppe (siehe oben) muss deshalb gelten
{\displaystyle b*a=a*b.}

## Verallgemeinerung: Definitionen ohne neutrales Element
Man kann inverse Elemente auch ohne die Existenz eines neutralen Elementes, also in einem beliebigen Magma oder einer Halbgruppe definieren.

### (schwache) Inverse in einem Magma
Gibt es in einem beliebigen Magma {\displaystyle (M,*)} für ein {\displaystyle a\in M} ein eindeutiges Element {\displaystyle a^{{-}1}\in M}, so dass für alle {\displaystyle b\in M} gilt:
{\displaystyle a^{{-}1}*(a*b)=b=(b*a)*a^{{-}1},}
dann nennt man {\displaystyle a} (schwach) invertierbar und {\displaystyle a^{{-}1}} das (schwache) Inverse von {\displaystyle a}. Ein Magma {\displaystyle (M,*),} in dem alle {\displaystyle a\in M} (schwach) invertierbar sind, hat die Inverseneigenschaft (engl. inverse property), und man nennt {\displaystyle (M,*),} dann Quasigruppe mit Inverseneigenschaft.
Ein Magma mit Inverseneigenschaft ist eine Quasigruppe (Beweis siehe Quasigruppe). Eine Halbgruppe, die die Inverseneigenschaft hat, ist demnach sogar bereits eine Gruppe.
Gemäß dieser Definition operieren {\displaystyle a} und {\displaystyle a^{{-}1}} zusammen wie ein neutrales Element auf jedem Element {\displaystyle b\in M}, aber es muss nicht unbedingt ein explizites, neutrales Element geben.
In einer Halbgruppe {\displaystyle (M,*),} die die Inverseneigenschaft hat, gilt jedoch wegen des Assoziativgesetzes für alle {\displaystyle b\in M}:
{\displaystyle (a^{{-}1}*a)*b=a^{{-}1}*(a*b)=b=(b*a)*a^{{-}1}=b*(a*a^{{-}1}),}
also ist {\displaystyle e:=(a^{{-}1}*a)} das (eindeutige) neutrale Element von {\displaystyle (M,*).} In (Halb-)Gruppen stimmen also beide Definitionen von inversen Elementen überein, in Quasigruppen nicht unbedingt.

### (überkreuzt) Inverse in einem Magma
Gibt es in einem beliebigen Magma {\displaystyle (M,*)} für ein {\displaystyle a\in M} ein Element {\displaystyle a^{{-}1}\in M}, so dass für alle {\displaystyle b\in M} gilt:
{\displaystyle a^{{-}1}*(b*a)=b=(a*b)*a^{{-}1},}
dann nennt man {\displaystyle a} (überkreuzt) invertierbar und {\displaystyle a^{{-}1}} ein (überkreuzt) Inverses (engl. crossed inverse) von {\displaystyle a}.
Ein Magma {\displaystyle (M,*),} in dem alle {\displaystyle a\in M} ein (überkreuzt) Inverses haben, hat die Überkreuzt-Inverseneigenschaft (engl. crossed inverse property, CIP), und man nennt {\displaystyle (M,*),} dann auch CIP-Magma (engl. CIP-groupoid).
In einem CIP-Magma ist das (überkreuzt) Inverse für ein Element eindeutig bestimmt. Außerdem ist ein CIP-Magma auch immer eine Quasigruppe (CIP-Quasigruppe).
Eine Abelsche Gruppe hat die Überkreuzt-Inverseneigenschaft, eine nicht-kommutative Gruppe nicht unbedingt:
{\displaystyle (b*a)=(a*b)\implies a^{{-}1}*(b*a)=a^{{-}1}*(a*b)=(a^{{-}1}*a)*b=e*b=b\land (a*b)*a^{{-}1}=(b*a)*a^{{-}1}=b*(a*a^{{-}1})=b*e=b}

### (relativ) Inverse in einer Halbgruppe
In einer inversen Halbgruppe {\displaystyle (A,*)} wird ein (relatives) Inverses (engl. relative inverse) {\displaystyle y\in A} zu einem {\displaystyle x\in A} dadurch definiert, dass gilt:
{\displaystyle x*y*x=x} und {\displaystyle y*x*y=y}.
Diese Definition ist noch schwächer als in einer Quasigruppe mit Inverseneigenschaft, da ansonsten die inverse Halbgruppe bereits eine Gruppe wäre.